# 日本競走馬協会
一般社団法人日本競走馬協会（にほんきょうそうばきょうかい）は、東京都港区に本部を置く、日本の競馬に出走・登録する競走馬・軽種馬の生産・育成・資質向上に尽力する統括団体である。
1970年8月24日設立。

## 主たる事業
（2021年度）
- セリ「セレクトセール」主催。毎年7月に当歳の部（開催年に出生した馬）、1歳の部（開催前年に出生した馬）の競売を行う
- 日本国外への生産関係者の研修会
- 種牡馬を紹介するためのDVDソフトの製作
- 競走馬生産育成研修助成。競走馬の生産・育成・調教などの研究推進を行う大学などの研究機関に対して審査を行ったうえで助成金を交付する。
- 海外競馬関連書籍の日本語への翻訳出版物の発行
- 公益財団法人ジャパン・スタッドブック・インターナショナルとの協力により、引退した重賞優勝馬の功労を称える「引退名馬繋養展示事業」の助成
- 馬産地競馬振興対策事業として、ホッカイドウ競馬の振興に寄与するため、開催地や関係厩舎・馬産地の支援対策のための助成金交付
- 牧場就業促進事業（BOKUJOB）の参加・協賛
- 会報発行
- 市場取引馬の競走成績の開示などの情報提供
- 農林水産省、日本中央競馬会、地方競馬全国協会、公益社団法人日本軽種馬協会をはじめとする、日本の競馬に関係する関係官庁・諸団体などとの連携・連絡などの情報交換の実施